# Charles Rabemananjara
Charles Rabemananjara (n. 1947) é um militar e político madagascarense, foi primeiro-ministro de Madagáscar de 2007 a 2009. Foi empossado no cargo em 20 de janeiro de 2007, quando começava o segundo mandato do presidente Marc Ravalomanana. Durante o primeiro mandato de Ravalomanana, Rabemananjara ocupou o cargo de Diretor do gabinete militar da presidência em 2004, e também foi Ministro do Interior e de Reformas Administrativas em 2005. Em 17 de março de 2009, foi retirado de seu cargo pelo governo de Andry Rajoelina, que nomeou Monja Roindefo para suceder Rabemananjara.